# Бой USS Constellation с L’Insurgente
Бой USS Constellation с L’Insurgente — морское сражение, состоявшееся 9 февраля 1799 года у восточного побережье острова Невиса между фрегатами военно-морских сил США «USS Constellation» и военно-морских сил Франции «L'Insurgente» в рамках необъявленной войны на море между Соединенными Штатами Америки и Францией. В результате сражения американский фрегат «USS Contellation» нанёс серьёзные повреждения и сумел захватить французский фрегат «L’Insurgente».
На следующий год после того, как между Соединёнными Штатами и Францией началась необъявленная война из-за того, что французские каперы нападали на американские торговые суда, американскую эскадру под командованием коммодора Томаса Тракстона направили патрулировать воды между островами Пуэрто-Рико и Сент-Китс с приказом атаковать любые французские корабли, которые окажутся в том районе. 9 февраля 1799 года Тракстон, следуя отдельно от эскадры на флагманском корабле «USS Constellation», столкнулся с фрегатом «L’Insurgente» и стал его преследовать, несмотря на штормовую погоду. Настигнув противника, Тракстон вынудил его вступить в бой, и через час и четырнадцать минут «L’Insurgente» спустил флаг. Французы понесли тяжёлые потери, а потери американцев были незначительны. Захваченный фрегат был отведён в Сент-Китс и зачислен в военно-морской флот США под названием «USS Insurgent». Благодаря этой и последующим победам боевой дух американцев резко возрос, и Тракстон, вернувшись домой, принял заслуженные почести от американского правительства и общественности.

## Предыстория
В 1798 году между Соединёнными Штатами и Францией началась необъявленная война из-за того, что французские каперы нападали на американские суда. В ответ на эти враждебные действия правительство Соединённых Штатов отправило в Карибское море четыре эскадры военных кораблей с приказом захватывать вооруженные французские суда и не допускать нападений на суда американские. Одна из этих эскадр под командованием коммодора Томаса Тракстона была направлена в воды между Пуэрто-Рико и Сент-Китс. Эскадра включала в себя два фрегата, флагманский USS Constellation (38 пушек, капитан Мюррей) и USS Baltimore (20 пушек, капитан Айзек Филлипс), два брига, USS Richmond (16 пушек, капитан Сэмюэль Бэррон) и USS Norfolk (18 6-фунтовых пушек, капитан Уильямс), а также таможенную шхуну USRC Virginia (6 шестифунтовых и 8 четырёхфунтовых пушек, капитан Фрэнсис Брайт). Силы противника, базировавшиеся в Гваделупе, включали в себя несколько частных судов, два фрегата и 20-пушечный корвет. 8 февраля один из французских фрегатов, L’Insurgente, вышел из Гваделупы под командованием капитана Мишеля-Пьера Барро (фр. Michel-Pierre Barreaut).
Формально в ВМС США 1265-тонный фрегат Constellation числился как 36-пушечный (28 24-фунтовых пушек на главной палубе и 10 12-фунтовых пушек на спардеке, общий вес бортового залпа 396 фунтов), однако во время необъявленной войны с Францией вооружение было усилено до 38 орудий. Вооружение L’Insurgente, 950-тонного 32-пушечного фрегата класса Sémillante, было усилено до 40 пушек (24 12-фунтовых, 2 18-фунтовых, 8 6-фунтовых пушек, 4 32-фунтовых и 2 24-фунтовых карронады, вес бортового залпа 282 фунтов). Таким образом, несмотря на преимущество в количестве орудий, американский корабль превосходил французский по мощности залпа. В случае абордажа экипаж французского фрегата (409 человек) имел преимущество над американским кораблем (309 человек).

## Ход боя
В полдень 9 февраля, следуя отдельно от эскадры, Constellation заметил у берега о-ва Невис неизвестный фрегат под американским флагом. Тракстон распорядился сблизиться с неопознанным кораблем для проверки. В 12:30 французы заметили американский фрегат и, приняв его за британский корвет, попытались скрыться в направлении голландских островов Саба и Синт-Эстатиус. Пытаясь выяснить принадлежность второго корабля, на Constellation поднимали британские и американские сигналы. Не имея возможности дать нужный ответ, L’Insurgente поднял французский флаг и выстрелил из пушки. Тракстон приказал начать преследование противника, однако в 13:30 оба корабля вошли в полосу сильного шторма. Из-за непогоды французский фрегат потерял грот-стеньгу и получил серьёзные повреждения, американцам же удалось избежать повреждений и сблизиться с L’Insurgente.
Constellation сразу пересек курс противника и занял наветренное положение, однако из-за перегрузки американский фрегат кренился так, что орудийные порты на подветренной стороне невозможно было открыть. Тракстон решил спуститься под ветер и вести огонь по L’Insurgente батареей правого борта. Увидев, что Constellation быстро приближается, капитан Барро попытался избежать боя и вступить с американцами в переговоры, однако Тракстон игнорировал сигналы французов и, подведя фрегат к противнику на расстояние 50 метров, приказал открыть огонь. Залп из пушек, заряженных двумя ядрами каждая, серьёзно повредил шканцы L’Insurgente. Ответный залп французов повредил фор-стеньгу Constellation. Мичману Дэвиду Портеру удалось не допустить разрушения поврежденного рангоута. Французы попытались сойтись с противником бортами для абордажного боя, но благодаря меньшим повреждениям Constellation легко уклонился от сближения.
Constellation обогнал противника и, пересекая его курс, дал анфиладный залп по носовой части L’Insurgente, а потом, проходя встречным курсом вдоль правого борта французского фрегата — ещё несколько залпов. Ответный огонь французов нанес незначительные повреждения такелажу американского корабля. Развернувшись, Constellation вновь обогнул противника с носа, обстреляв его анфиладным огнем, а затем продолжал обстреливать левый борт французов, выведя из строя 18-фунтовую пушку. Когда Тракстон в третий раз повел свой корабль наперерез курса L’Insurgente, французский фрегат уже был повреждён настолько сильно, что капитан Барро спустил флаг и капитулировал. Бой продолжался 74 минуты.
После того, как Барро спустил флаг, Тракстон выслал шлюпку с призовой командой, чтобы идентифицировать и захватить вражеский корабль. Шторм и американские ядра нанесли французскому фрегату серьёзный урон, из команды 29 человек было убито, а 41 — ранен. Американский фрегат отделался умеренными повреждениями рангоута, среди экипажа было двое убитых и двое раненых (один человек получил смертельное ранение и вскоре умер, а другой был застрелен лейтенантом Эндрю Стерретом за то, что во время боя покинул свой пост у пушки).
Constellation начал принимать на борт пленных французов, но к вечеру вновь поднялся шторм, и корабли разлучились. На борту L’Insurgente находилась американская призовая команда: первый лейтенант Джон Роджерс, мичман Дэвид Портер и 11 моряков. 170 французов были заперты на нижней палубе. На четвёртый день L’Insurgente пришёл в Сент-Китс, где его уже ждал Constellation.

## Последствия
Итог боя стал первой победой вновь образованного военно-морского флота США, в результате чего боевой дух американцев значительно вырос. В Сент-Китс повреждённые 24-фунтовые пушки Constellation заменили 18-фунтовыми, взятыми с американского военно-морского склада.
Призовой суд, состоявшийся в Норфолке, штат Виргиния, постановил продать L’Insurgente в качестве военного приза. Вырученные деньги были разделены между членами экипажа Constellation. Военно-морской секретарь Бенджамин Стоддерт сумел договориться о снижении стоимости фрегата со 120 до 84 тыс. долларов, после чего корабль был зачислен в ВМФ США под именем USS Insurgent.
За победу над L’Insurgente Тракстон был увенчан лаврами и на родине, и за рубежом. Когда сведения о бое достигли Лондона, английские купцы в знак уважения прислали ему памятную серебряную доску. Благодарность Тракстону объявил военно-морской секретарь Бенджамин Стоддерт. О победе над французским фрегатом были написаны стихи и песни, такие как Brave Yankee Boys.
Барро по возвращении на родину был обвинен в служебном несоответствии и предан военно-полевому суду. Однако суд его оправдал, а Тракстон впоследствии высоко отзывался о храбрости французского капитана.
Узнав о захвате L’Insurgente, французская общественность пришла в негодование, поскольку формально Франция и США не находились в состоянии войны. Губернатор Гваделупы Эдме-Этьен-Борн Дефурно потребовал вернуть захваченный корабль. Узнав, что его требование отвергнуто, Дефурно приказал конфисковать все американские суда и имущество, находившиеся на подведомственной ему территории, и от имени Гваделупы объявил США войну.
Через несколько недель Insurgent и Constellation вернулись в Норфолк, поскольку в конце марта истекал срок службы их экипажей. Во время следующего похода USS Constellation вступил в бой с французским 48-пушечным фрегатом La Vengeance, но на этот раз повторить успех не удалось.